# Lateralizace mozkových funkcí

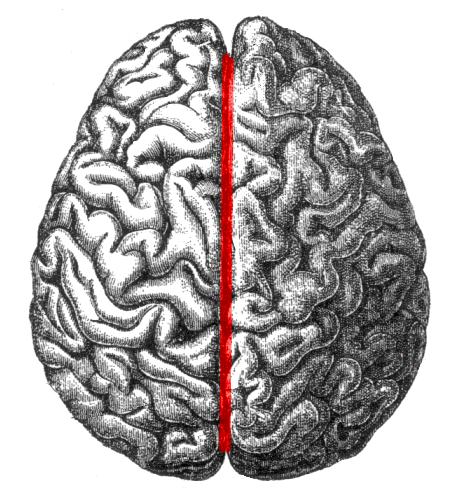
Pohled na lidský mozek seshora. Fissura longitudinalis cerebri, která odděluje hemisféry, je vyznačena červenou barvou.

Animace. Fissura longitudinalis cerebri opět vyznačena červeně.

Lateralizace mozkových funkcí je termín označující funkční asymetrii hemisfér mozku. Asymetrie je běžná i u primátů. Snižuje se stárnutím.
Mozková kůra je rozdělena brázdou, latinsky zvanou fissura longitudinalis cerebri. Tato brázda dělí kůru na dvě hemisféry a zároveň ji kříží kalózní těleso, které hemisféry propojuje. Mezi hemisférami se vyskytují i početné anatomické rozdíly, např. Sylviova brázda (sulcus lateralis) je delší v levé hemisféře, z čehož se vyvozovala rozdílná velikost planum temporale, což je část spánkového, neboli temporálního, laloku (současné výzkumy však naznačují, že příčinou nemusí být rozdíl ve velikosti mezi hemisférami, nýbrž členění kůry), markantní rozdíl představují i tzv. petalia, prohlubně vnitřní plochy lebečních kostí odpovídající tvaru hemisfér - pravý čelní lalok přesahuje levý čelní lalok dopředu, levý týlní lalok pak přesahuje pravý týlní lalok dozadu.
Kromě anatomických rozdílů se hemisféry liší i strukturálně a neurochemicky. Současné výzkumy se ale věnují především funkční asymetrii hemisfér, kde se funkcemi myslí kognitivní funkce. Lateralizace mozkových funkcí představuje specializaci hemisféry na určitou funkci nebo část funkce – např. paměť je lateralizována způsobem, kdy levá hemisféra zodpovídá za verbální paměť a pravá za paměť neverbální.[zdroj⁠?!]
Interpretace laterality hemisfér laickou veřejností většinou zahrnují vykreslování pravé hemisféry jako kreativní, duchovní, dobrodružné a oplývající úžasnou představivostí atd., kdežto levá hemisféra se považuje za racionální, logickou a vědeckou. Tyto interpretace, které se dají považovat za přinejmenším nepodložené a zjednodušující, nabývají podobu jakýchsi mýtů, které se i v současnosti těší velké popularitě. Jedním z možných důvodů vzniku těchto mýtů (kromě lidské záliby v kategorizování světa do binárních vztahů) je skutečnost, že lateralizace řeči v levé hemisféře umožňuje její jednodušší zkoumání oproti hemisféře pravé a na začátku moderního zkoumání bylo mnoho výzkumů věnovaných právě této problematice, pravá hemisféra však rozhodně není podřadná nebo méněcenná, spíš „mlčící“ a dlouho přehlížena. Nedá se tedy mluvit o jednoznačně dominantní a submisivní hemisféře, dominance se projevuje v jednotlivých funkcích různou měrou v každé z hemisfér. V současnosti se mnoho výzkumů zabývá právě funkcemi pravé hemisféry.

## Historie zkoumání lateralizace
Moderní éra zkoumání specializace hemisfér na určité funkce se obvykle datuje od šedesátých let devatenáctého století, kdy Paul Broca, francouzský lékař, vyhlásil, že řeč sídlí ve frontálních (čelních) lalocích, z nichž konkrétně lalok levé hemisféry má dominantnější úlohu. Ve skutečnosti se však tyto myšlenky objevily už dříve – afasie a její neurologické koreláty byly pozorovány o 25 let před Brocovým objevem francouzským neurologem Daxem.

### Broca a Wernicke

Obrázek s popisem jednotlivých gyrů (závitů) mozku.

Brocova a Wernickeho oblast.

V roce 1864 Broca popsal případ, kdy pacient po poškození části mozku (v oblasti gyrus frontalis inferior) v levé hemisféře ztratil schopnost produkovat smysluplnou řeč. Tento syndrom, později nazván Brocova (expresivní) afázie, se vyznačuje neschopností produkovat řeč, avšak schopnost porozumění řeči je zachována.
Ke konci devatenáctého století se vyskytl podobný objev. Německý neurolog Carl Wernicke popsal případ pacienta s poškozením gyrus temporalis superior, jehož výsledkem je neschopnost porozumět řeči se zachováním spontánní produkce řeči, syndrom se nazývá Wernickeho (senzorická, receptivní) afázie. Pozdější výzkumy dokazují komplikovanější rozčlenění jednotlivých aspektů řečové funkce mezi oblastmi mozku.

### Roger Sperry - komisurotomie
Neuropsycholog Roger Sperry v šedesátých a sedmdesátých letech prováděl výzkumy, prostřednictvím kterých zkoumal funkční specializaci hemisfér u pacientů – epileptiků, kteří podstoupili komisurotomii, tj. chirurgické rozdělení kalózního tělesa, které hemisféry spojuje, aby se tak zabránilo šíření epileptického záchvatu z jedné hemisféry do druhé. Vedlejším produktem zákroku je tzv. split-brain syndrom, který dosvědčuje dominantnější úlohu levé hemisféry při verbalizaci oproti hemisféře pravé. V klasickém experimentu se pacientům se split-brain syndromem prezentuje obrázek do levého zrakového pole (které je zpracováváno výhradně pravou hemisférou, viz optická chiasma). Pacienti na požadavek, aby pojmenovali to, co viděli, odpovídají, že neviděli nic. Nicméně je prokázána určitá implicitní (nepřímá) znalost - když jsou požádáni, aby levou rukou, která je rovněž ovládána pravou hemisférou, ukázali z výběru obrázků na obrázek předmětu, který viděli, reagují správně. Tento jev se vysvětluje právě tím, že obraz v levém poli zpracovala pravá hemisféra, která kvůli komisurotomii nemohla informaci vyslat do levé hemisféry (která u většiny lidí zodpovídá za řeč). Tento syndrom se projevuje i v somatosenzorické oblasti, v případě kdy se pacient dotýká levou rukou (propojenou s pravou hemisférou) neznámého objektu, který nevidí. Zjednodušeně, podstatou split-brain syndromu je neschopnost oddělených hemisfér posouvat informaci kontralaterálně (do opačné, protilehlé, hemisféry).

### Geschwind a planum temporale
Planum temporale, část mozku, která se do velké míry kryje s Wernickeho oblastí, byla zkoumána americkým neurologem Normanem Geschwindem, který v roce 1968 postuloval asymetrii mezi planum temporale levé a planum temporale pravé hemisféry. Tvrdil, že planum temporale na levé straně je větší. Pozdější výzkumy ukázaly rozdíl v objemu šedé hmoty a strukturální rozdíly na úrovni rozestupů mezi sloupci buněk.

## Lateralizace vybraných funkcí

### Řeč a její vztah k preferované ruce
Lateralizace řeči v jedné (nejčastěji levé) hemisféře se prokázala při unilaterálních (jednostranných, zasahujících jen jednu hemisféru) poškozeních mozku, popsaných v rámci Brocovy a Wernickeho afázie. V současnosti se na zkoumání lateralizace řeči (i jiných funkcí) využívají zobrazovací metody jako např. pozitronová emisní tomografie a funkční magnetická rezonance, které umožňují subtilnější zkoumání jednotlivých oblastí kůry.
Vyjádřeno v procentech, více než 90 % praváků (lidí s preferencí pravé ruky) a jen 70 % leváků (pro zjednodušení jsou do leváků kromě lidí s preferencí levé ruky připočítáni např. i lidé s vyrovnanou preferencí obou rukou) vykazují specializaci levé hemisféry na jazyk. Určení umístění řeči v jedné z hemisfér je klíčové především před operacemi mozku. Na tento účel se používá tzv. Wada test.
Důležitá úloha levé hemisféry ve vztahu k řeči se projevuje např. u split-brain syndromu.
Samotnou preferenci levé nebo pravé ruky, a tedy lateralizované chování, je možné pozorovat u lidského plodu už od 9.-10. týdne, od 15. týdne mají plody tendenci sát palec pravé ruky, což je v korelaci s preferencí ruky ve věku 10-12 let. Vnímání jazyka je v dětství nelateralizované a teprve až dospíváním se lateralizuje.

### Prostorová zraková pozornost
Při popisování funkce zrakové pozornosti prostřednictvím případů, kdy byl mozek na určitém místě poškozen, se nejčastěji uvádí tzv. neglekt syndrom (neboli hemineglekt), kdy pacient “zanedbává“ jednu stranu prostoru – neobkreslí jednu stranu obrázku, neobleče jednu stranu těla atp. Charakterizuje se neschopností jedince zpracovat podněty z jedné strany těla nebo prostředí, avšak příčinou není neschopnost přijímat vjemy. Hemineglekt se nejčastěji vyskytuje na straně, která je kontralaterální (opačná) ve vztahu k poškozené části mozku, přičemž nejobvyklejší variantou je poškození pravé hemisféry a tedy – kontralaterálně - postižení levé strany prostoru.
Vyskytují se však i varianty opačné a dokonce i varianty ipsilaterální (vyskytující se na straně shodující se s poškozenou stranou mozku).
Nejčastější forma hemineglektu naznačuje lateralizaci prostorové pozornosti do pravé hemisféry. Na prostorové pozornosti se podílejí různé oblasti mozku, které tak vytvářejí jakousi síť. Tato síť vykazuje asymetrii v tom smyslu, že levá hemisféra je převážně zaměřená na pravou stranu prostoru a opačným směrem, zatímco pravá hemisféra směruje pozornost rovnoměrněji do obou stran prostoru a oběma směry. Unilaterální (jednostranný) neglekt je tedy pozorován téměř jen v případech poškození pravé hemisféry.
Některé výzkumy ukazují, že by se mělo uvažovat spíš o lateralizaci určitých složek prostorové pozornosti, než její lateralizaci jako celku, protože např. pravá hemisféra zodpovídá spíš za globální aspekty vizuálního stimulu, kdežto levá se zaměřuje na jeho lokální aspekty. Volní zaměření pozornosti se také považuje za projev činnosti levé hemisféry.

### Auditorní funkce (dichotická stimulace)
Dichotická stimulace se používá na zkoumání lateralizace auditorní funkce a to jak u zdravých osob, tak i u pacientů s poškozením mozku. Spočívá v pouštění dvou odlišných nahrávek (obvykle nějaká slovní informace) zkoumané osobě, jedné do jednoho ucha a druhé do druhého a to ve stejnou chvíli, přičemž platí, že při levo-hemisférické lateralizaci verbální funkce odpovídají osoby rychleji a častěji správně na otázky, které se vztahují k nahrávce prezentované do pravého ucha – z toho vyplývá preference pravého ucha a lateralizace řeči do levé hemisféry. Některé osoby však vykazují opačný vztah, tedy preferenci levého ucha a pravo-hemisférickou lateralizaci.
Preference ucha se projevuje i ve vztahu k charakteru, resp. obsahu nahrávky. V případech, kdy se místo verbální zprávy použilo hudebních podnětů anebo environmentálních zvuků, byla dokázána častější preference levého ucha, což by naznačovalo lateralizaci tohoto typu zvukových podnětů do pravé hemisféry. V oblasti jazyka se objevuje hypotéza o specializaci pravé hemisféry na prozodické aspekty řeči.

### Dichhaptická stimulace a lateralizace hmatu
Technika dichhapitcké stimulace zahrnuje prezentaci rozdílných hmatových (taktilních) stimulů výzkumné osobě, jeden předmět do jedné ruky, přičemž osoba nevidí, čeho se dotýká. Užívá se předmětů s rozličným významem a obsahem, např. písmena a arbitrární tvary – projevuje se specializace levé hemisféry na lingvistický obsah a sekvenční zpracování, kdežto pravá hemisféra dominuje v prostorové interpretaci.

## Rozdíly v lateralizaci u mužů a žen
Z biologického hlediska se mozek ženy a mozek muže liší např. počtem neuronů – muži jich mají více, kdežto ženy mají početněji větvené dendrity a tedy větší množství propojení mezi neurony – příčinou je zřejmě vliv pohlavních hormonů. V některých oblastech mozku mají ženy vyšší objem šedé hmoty, jinde zase muži. Rozdíly se vyskytují i v případě pravděpodobnosti onemocnění některými chorobami centrálního nervového systému a rehabilitaci po úrazech mozku. Funkční lateralizace je výraznější u mužů, což může souviset s úspěšnější rehabilitací po úrazech u žen (menší vyhraněnost by mohla zjednodušit obnovení některých funkcí).
V případě prostorové pozornosti se prokázala výraznější lateralizace pravé hemisféry u mužů  , což se dá interpretovat jako doklad rozšířeného přesvědčení, že muži jsou v prostorové orientaci lepší než ženy. Vyšší verbální výkonnost žen nebyla potvrzena úplně jednoznačně, některé studie ale dokládají vyšší lateralizaci této funkce u žen.

## Výhody lateralizace pohledem evoluční teorie
Ve prospěch hypotézy o výhodách lateralizace jako faktoru ovlivňujícího schopnost přežití mluví například výzkum Lesley Rogersové naznačující, že tato výhoda spočívá ve schopnosti vykonávat odlišné úkoly paralelně v obou hemisférách. V jejím výzkumu byla použitá mladá kuřata – ta lateralizovaná (vystavovaná v určitém období vývoje světlu) dokázala rozpoznat nebezpečí představované dravcem zároveň s původním úkolem, což bylo zobání. Nelateralizovaná kuřata v tomto úkolu selhala.

## Kineziologické nevýhody
Kineziologický rozbor nicméně prokazuje i negativní aspekt lateralizace tím, že lidé používají dominantní stranu k jiným činnostem než stranu nedominantní. To vede často ke svalovým dysbalancím a k intenčnímu napětí dominantní končetiny, např. paží a rukou, jak potvrzuje nejen myografie, ale i jednostranné bolesti hlavy, popř. tinnitus. Dále jsou známy mastikační dysbalance (žvýkání jen na jedné straně), rozdíly v mimickém svalstvu, v lokomoční dráze dolních končetin (např. přetěžování levé nohy praváky, nosících tašky na pravém rameni), vyosování trupu k nedominantní straně (oporné, zatímco dominantní strana dělá činnosti obratné), přikládání telefonu k hlavě dominantní rukou, klikání myší dominantní rukou, vyosení trupu v sedu s rozdílným zatěžováním sedacích kostí aj. Řešením je uvědomělé, symetrické provádění pohybů, častější relaxační pauzy, vnímání polohocitu a pohybocitu, rozšíření ideomotorického repertoáru např. prvky jógy, tai-chi, cvičením podle Feldenkraise, tancem, masážemi, individuální fyzioterapií aj.